# Mary Brandon, Baroness Monteagle
Mary Brandon, Baroness Monteagle, född 1510, död 1544, var en engelsk hovdam.
Hon var dotter till Charles Brandon, 1:e hertig av Suffolk och Anne Browne. Genom sin fars omgifte med Maria Tudor (drottning av Frankrike) 1514 blev hon systerdotter till kung Henrik VIII av England. Hon gifte sig före 1527 med Thomas Stanley, 2nd Baron Monteagle.
Som kungens styvsysterdotter spelade hon och hennes syster en aktiv roll vid hovet. Hon var hovdam till drottning Jane Seymour 1537 och favoriserad av denna. 